# Carlo Holse
Carl-Johan "Carlo" Holse (født 2. juni 1999) er en dansk fodboldspiller, der spiller for Tyrkiske Samsunspor.

## Klubkarriere
Holse startede sin karriere i B1903. Han spillede siden for Kjøbenhavns Boldklub, inden han som 13-årig blev optaget på F.C. Copenhagen School of Excellence.

### FC København
Carlo Holse har tidligere spillet FC Københavns U-19 hold. Han debuterede for førsteholdet den 1. marts 2017, hvor han som ungdomsspiller blev skiftet ind i en pokalkamp mod B.93.
Efter at være blevet kåret som årets spiller på F.C. Københavns U/19-hold, blev han rykket op i FCK's førsteholdstrup i august 2017. Han skrev i samme ombæring under på en fireårig kontrakt med klubben. Hans næste kamp for klubben var yderligere en pokalkamp, hvor han den 20. september 2017 mod Skive IK fik fuld spilletid og scorede kampens to første mål i FCK's 3-0-sejr.
Han debuterede i Superligaen tre dage efter sine to mål mod Skive IK, da han den 23. september 2017 blev skiftet ind efter 78 minutter mod Silkeborg IF i stedet for Pieros Sotiriou i en 4-0-sejr.
I begyndelsen af 2019 skrev han under på en forlængelse af sin kontrakt med FC København, således parterne nu havde papir på hinanden frem til sommeren 2022. Han skrev i samme ombæring under på en lejeaftale med Esbjerg fB gældende for foråret 2019. Han fik sin officielle debut for Esbjerg fB i Superligaen den 8. februar 2019 i forårets første spillerunde, da han startede inde og spillede alle 90 minutter i et 2-0-nederlag ude til AGF.
Den 31. januar 2020 offentliggjorde FCK, at de havde solgt den spinkle offensiv spiller til norske Rosenborg BK, hvor han skrev under på en kontrakt til udgangen af 2023. Han nåede 46 officielle kampe for den danske hovedstads klub, hvor han scorede fire gange.

## Landsholdskarriere
Holse har pr. 10. oktober 2018 spillet 27 landskampe for diverse ungdomslandshold samt to uofficielle ungdomslandskampe.